# Renault Koleos
Renault Koleos — компактный кроссовер. Производится фирмой Renault на заводе в городе Пусан, Южная Корея. В Южной Корее продается под маркой Samsung. Koleos стал первым специально разработанным как SUV, выпущенным компанией Renault, если не считать Scenic RX4, который является внедорожной версией обычного Renault Megane Scenic первого поколения.

## Первое поколение

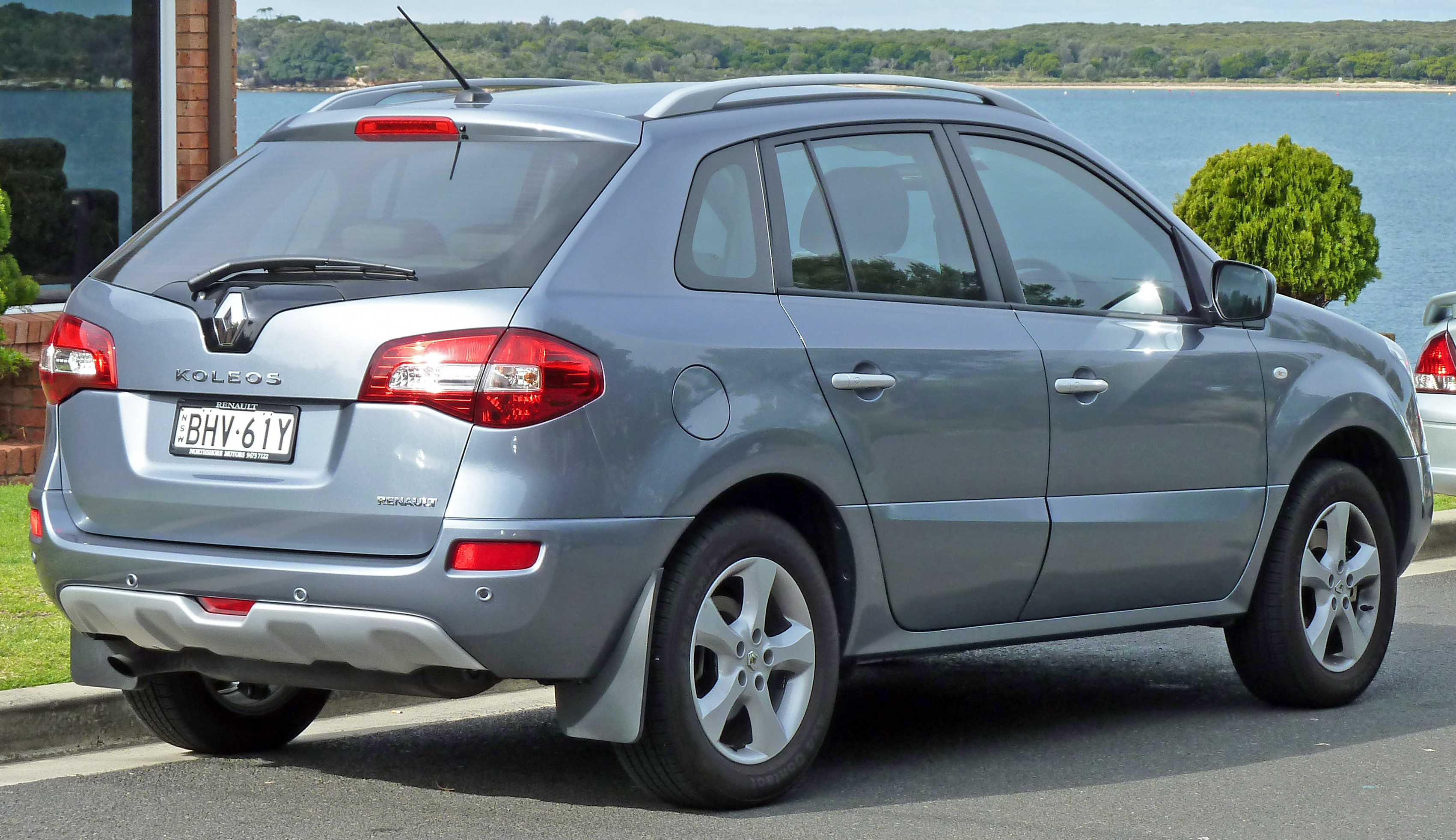
Вид сзади

Концепт-кар Koleos был показан в средствах массовой информации еще в феврале 2000 года. Также был представлен как концепт-кар в 2006 году на автосалоне в Париже, кстати концепт-кар был полностью идентичен серийной модели.
Серийный вариант Renault Koleos дебютировал на международном автошоу в Женеве в марте 2008 года. Одновременно с ним были представлены два его конкурента —  Citroën C-Crosser и Peugeot 4007. Продажи в Европе стартовали в августе 2008 года, в России — осенью 2008 года.
Koleos был дополнением к кроссоверному классу Renault. До него уже были представлены Scénic RX4 и Kangoo Trekka, но Renault никогда не производила настоящих кроссоверов. Форма кузова и дизайн были взяты с концептов Koleos и Egeus.
В августе 2008 года Koleos прошёл краш-тест немецкой компании ADAC, в котором он набрал все пять звёзд, несмотря на некоторый пробел в баллах.
В апреле 2009 года Renault представила ограниченную серию Koleos под названием Koleos Black Edition. Она отличалась улучшением динамики, отделкой салона и улучшенными опциями. Эта ограниченная серия доступна только в черной и серой окрасках кузова.
В Великобритании был снят с продаж уже в августе 2010 года из-за низких продаж, с общим числом продаж 2600 экз.
На южнокорейском рынке продавался как Renault Samsung QM5 и производился там-же. QM5 имел в комплектациях те-же двигатели, что и Koleos. Производство началось в конце 2007 года. Производство первого поколения в Европе остановилось в марте 2015 года.
В 2011 году конструкция автомобиля претерпела рестайлинг. Главные изменения коснулись дизайна передней части кузова. Но и интерьер претерпел изменения: в салоне имеются Bluetooth, навигация с DVD. После 2011 года автомобиль получил название Phase II. Автомобили до рестайлинга именовались Phase I. В 2013 году был проведён ещё один рестайлинг. Его особенностью является модифицированная решетка радиатора. Теперь Koleos называется Phase III.
Продажи первого рестайлинга стартовали в октябре 2011 года, второго — в июне 2013 года.

### Двигатели
| Модификация      | Мощность           | Объем    | Максимальная скорость | Расход топлива |
| Бензин           |                    |          |                       |                |
| 2.5 16V 4x2      | 126 кВт (171 л.с.) | 2488 см³ | 194 км/ч              | 9,6 л/100 км   |
| 2.5 16V 4x4      | 126 кВт (171 л.с.) | 2488 см³ | 193 км/ч              | 9,9 л/100 км   |
| Дизель           |                    |          |                       |                |
| 2.0 dCi 4x2      | 110 кВт (150 л.с.) | 1995 см³ | 184 км/ч              | 7,2 л/100 км   |
| 2.0 dCi 4x4      | 110 кВт (150 л.с.) | 1995 см³ | 185 км/ч              | 7,4 л/100 км   |
| 2.0 dCi 4x4 Aut. | 127 кВт (173 л.с.) | 1995 см³ | 181 км/ч              | 8,3 л/100 км   |

### Российский рынок
В Россию Renault Koleos поставлялся с 2009 года и с бензиновыми, и с дизельными двигателями. Поэтому потенциальный покупатель мог выбрать тип трансмиссии: к 2,5-литровому бензиновому двигателю доступны 6-ступенчатая МКПП и вариатор с шестью предустановленными передачами, а к 2,0-литровому дизельному мотору 6-ступенчатая гидромеханическая АКПП (поставщик Jatco).
Полный привод выполнен по схеме All-Mode 4x4-i, которая присутствует на популярном Nissan X-Trail. Вся тяга двигателя по команде водителя может передаваться на переднюю ось, либо постоянно на обе оси, либо выбор режима движения предоставляется электронике.
В максимальной для Renault Koleos комплектации Luxe Privelege присутствуют аудиосистема от BOSE, включающая в себя CD-changer на 6 дисков, динамики в дверях и торпедо и расположенный в багажнике сабвуфер. В наличии огромный люк и сзади панорамная крыша, регулируемое по высоте и вылету рулевое колесо, система доступа в автомобиль и запуска двигателя без ключа. С 06.07.2016 года в России не продаётся.

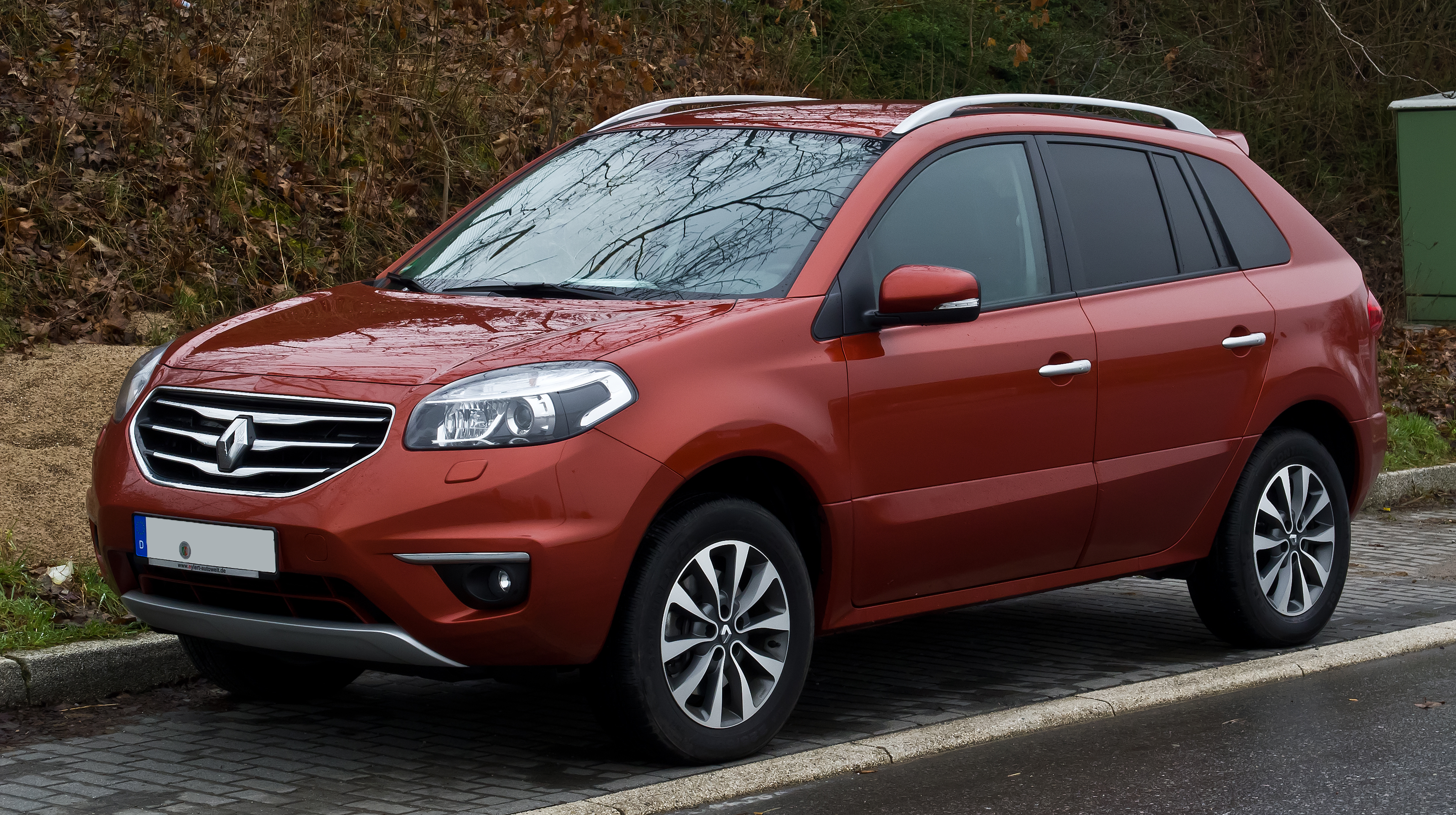
После 2011 года
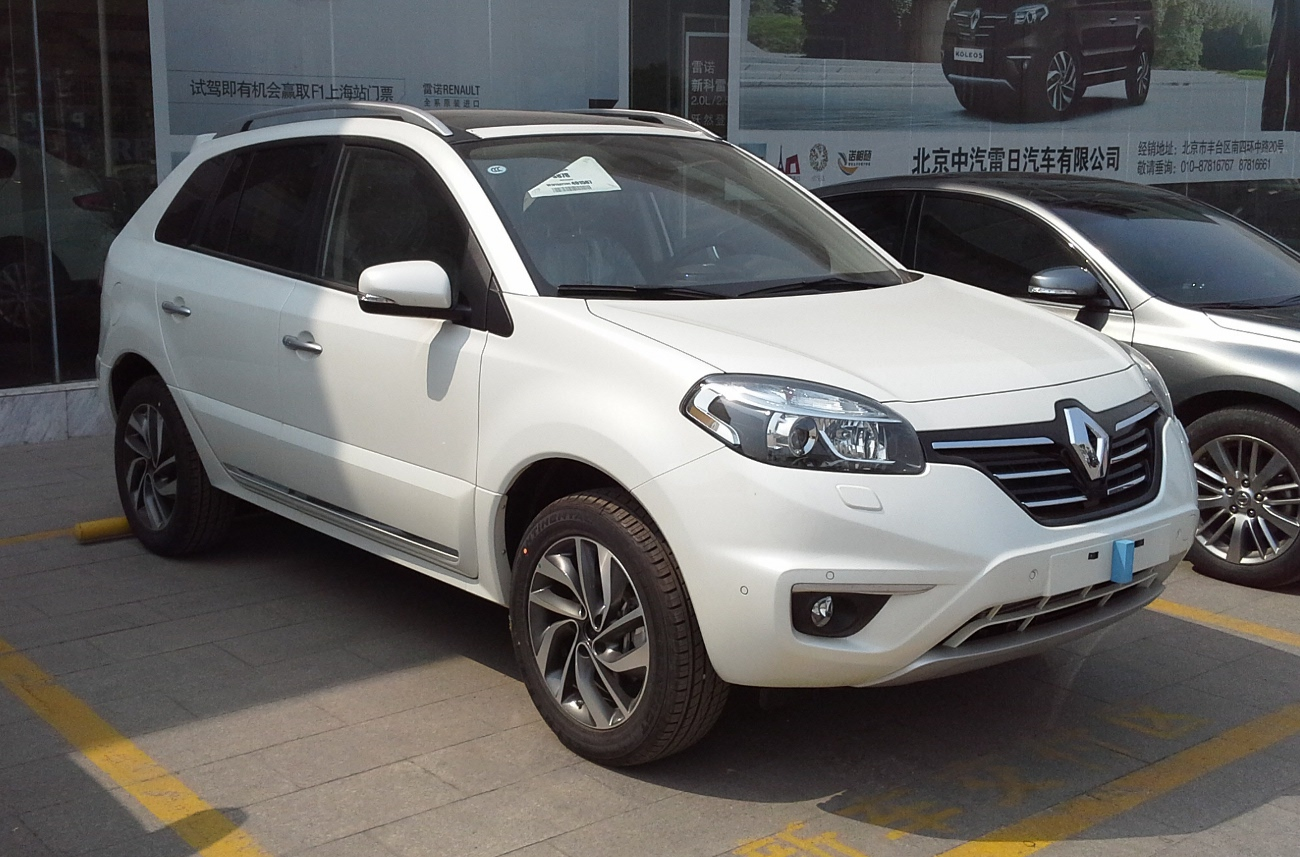
После 2013 года
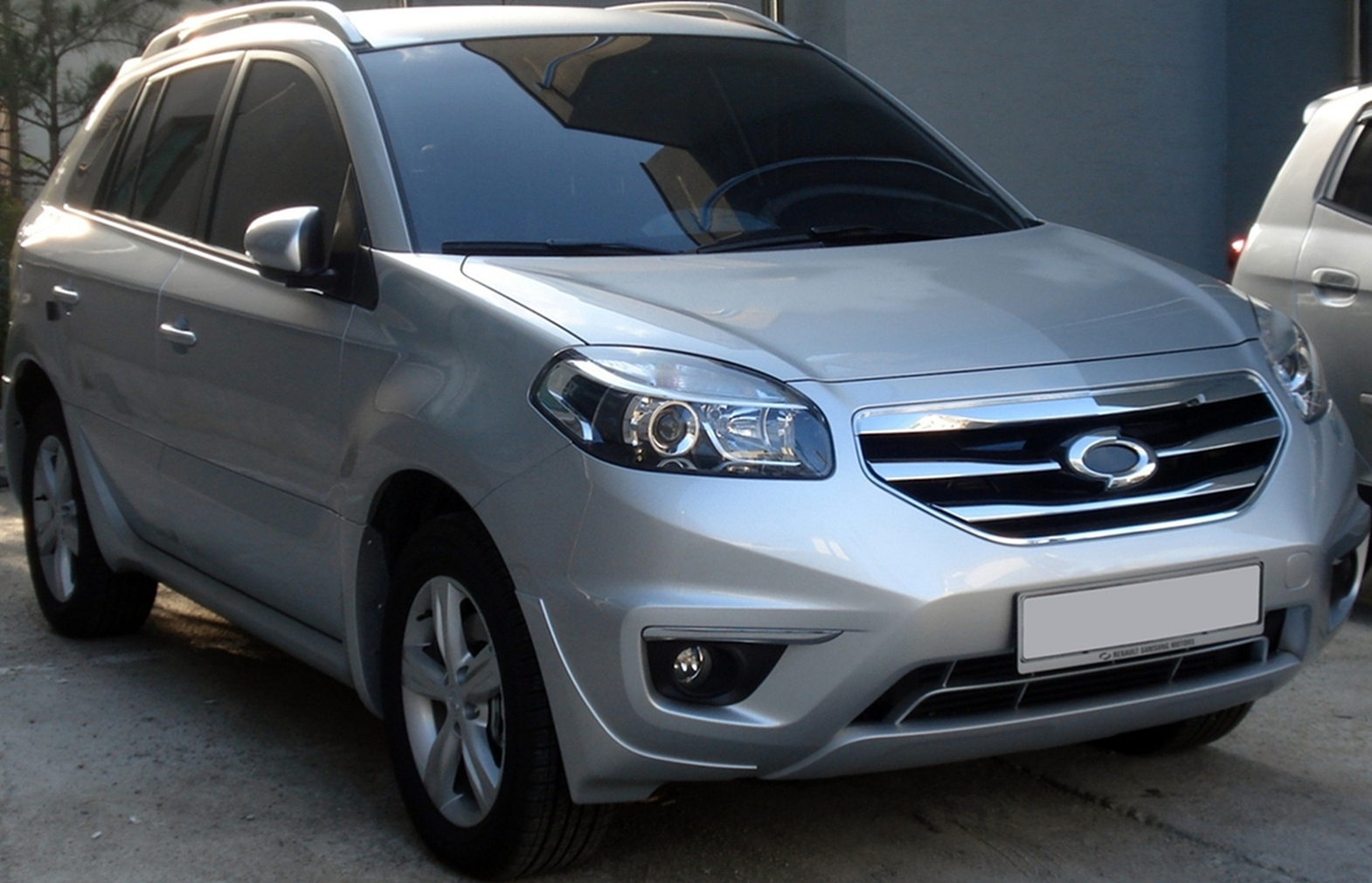
Южнокорейская версия (Samsung QM5)

## Второе поколение
Второе поколение Koleos было представлено в 2016 году на Пекинском автосалоне президентом компании Рено Карлосом Гоном. Оно построено на платформе CMF-CD. На ней также построены Renault Espace V, Renault Mégane IV, Renault Scénic IV, Renault Talisman и кроссовер Kadjar. В Южной Корее автомобиль называется Renault Samsung QM6, а не QM5 как раньше.

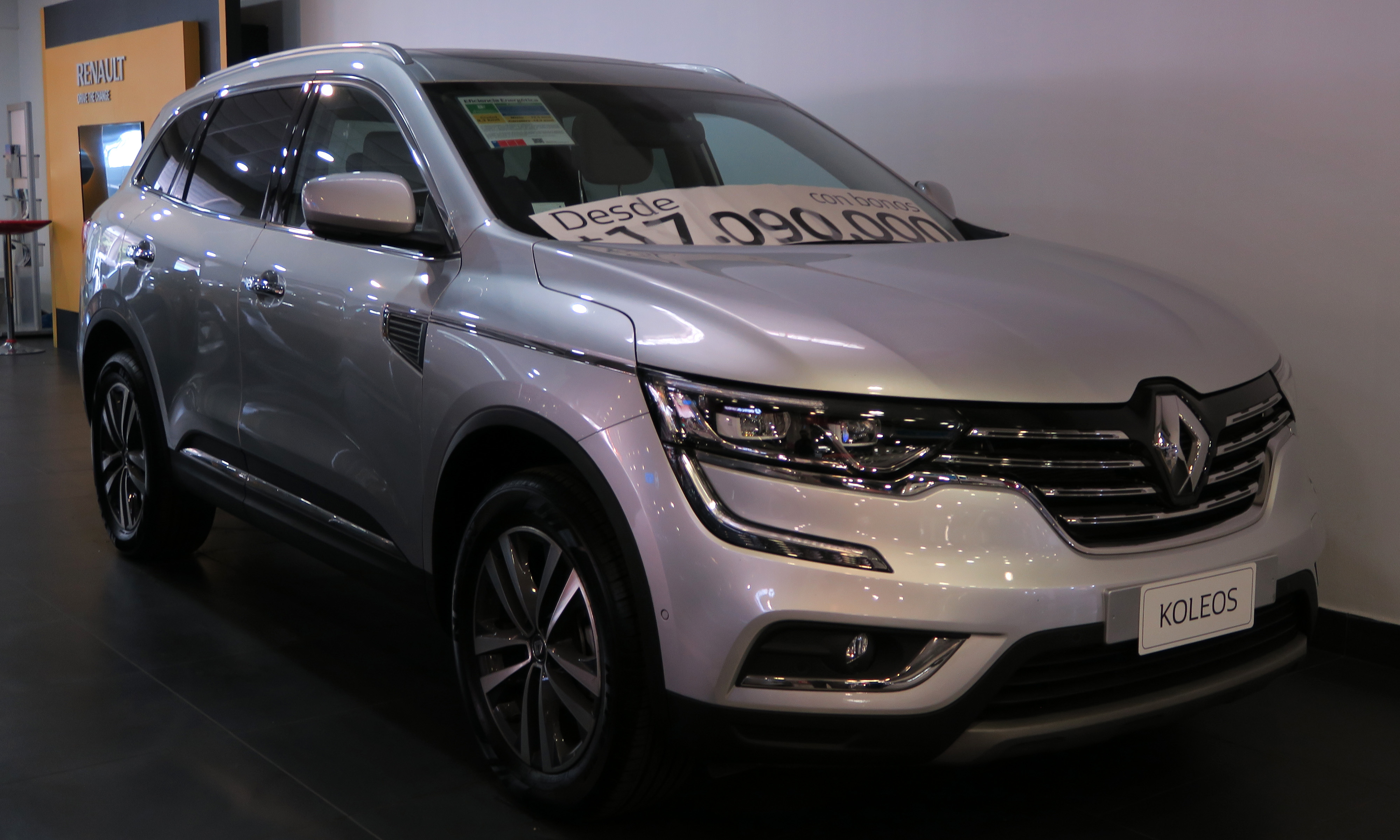
Вид спереди
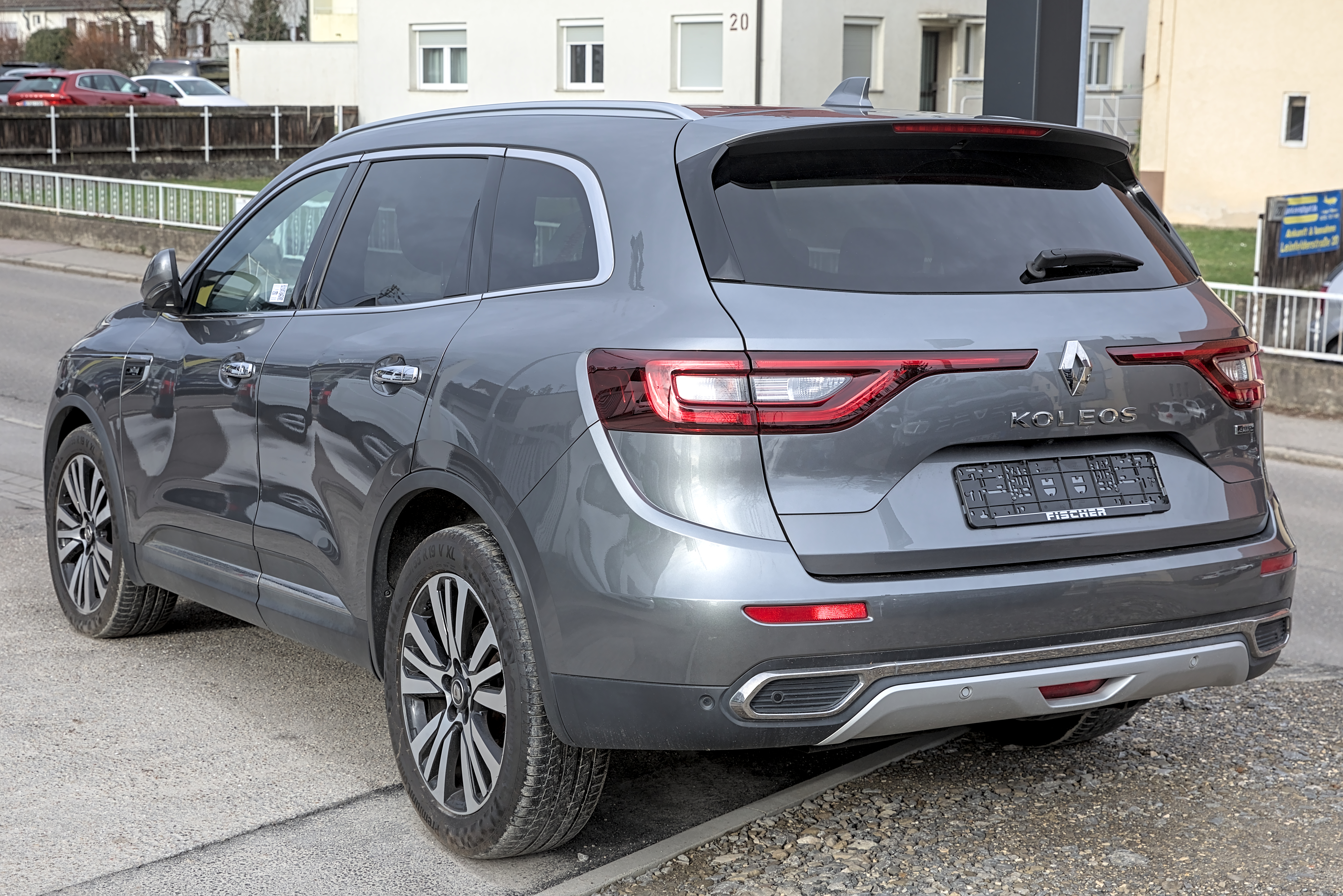
Вид сзади
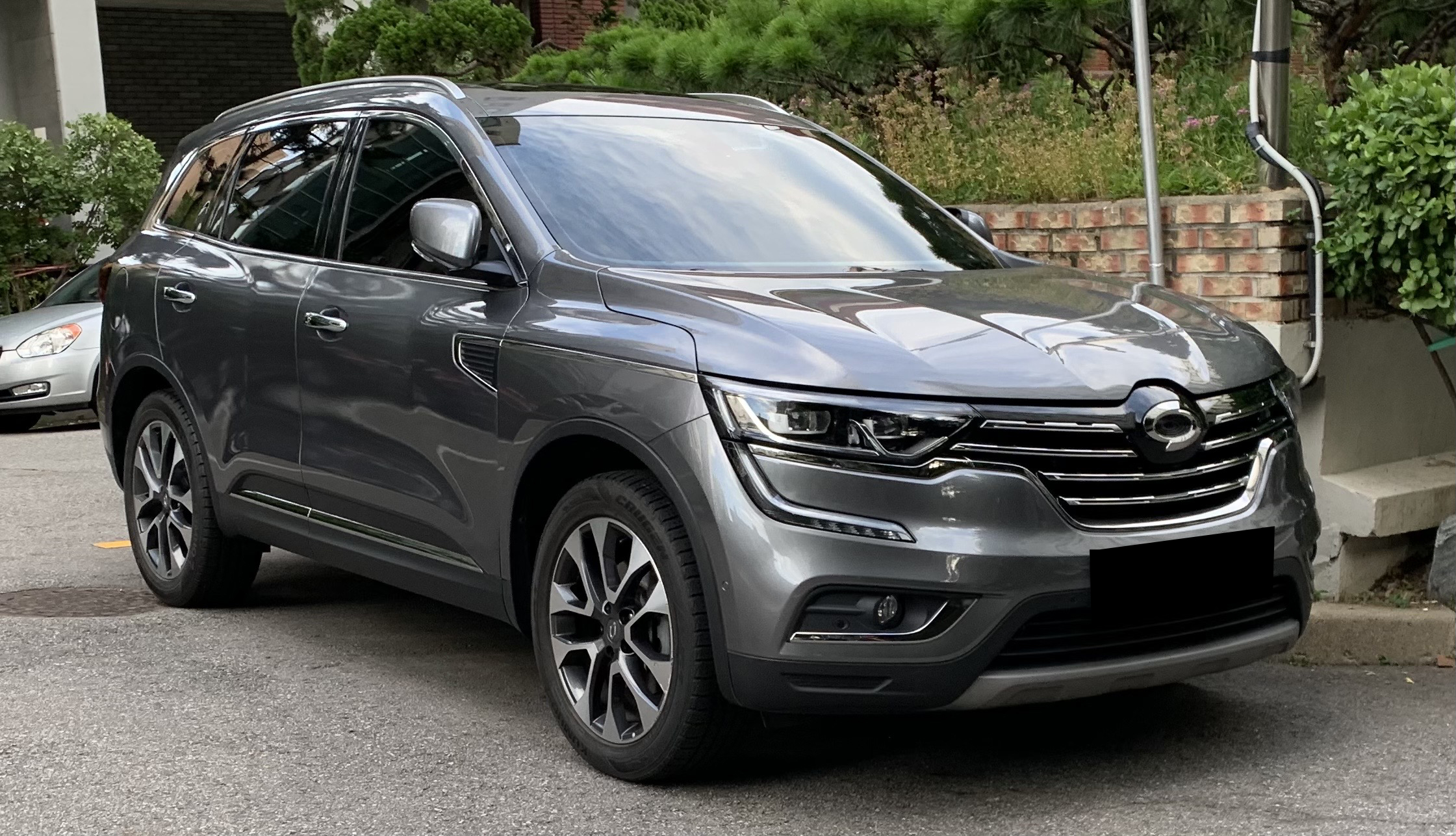
Samsung QM6
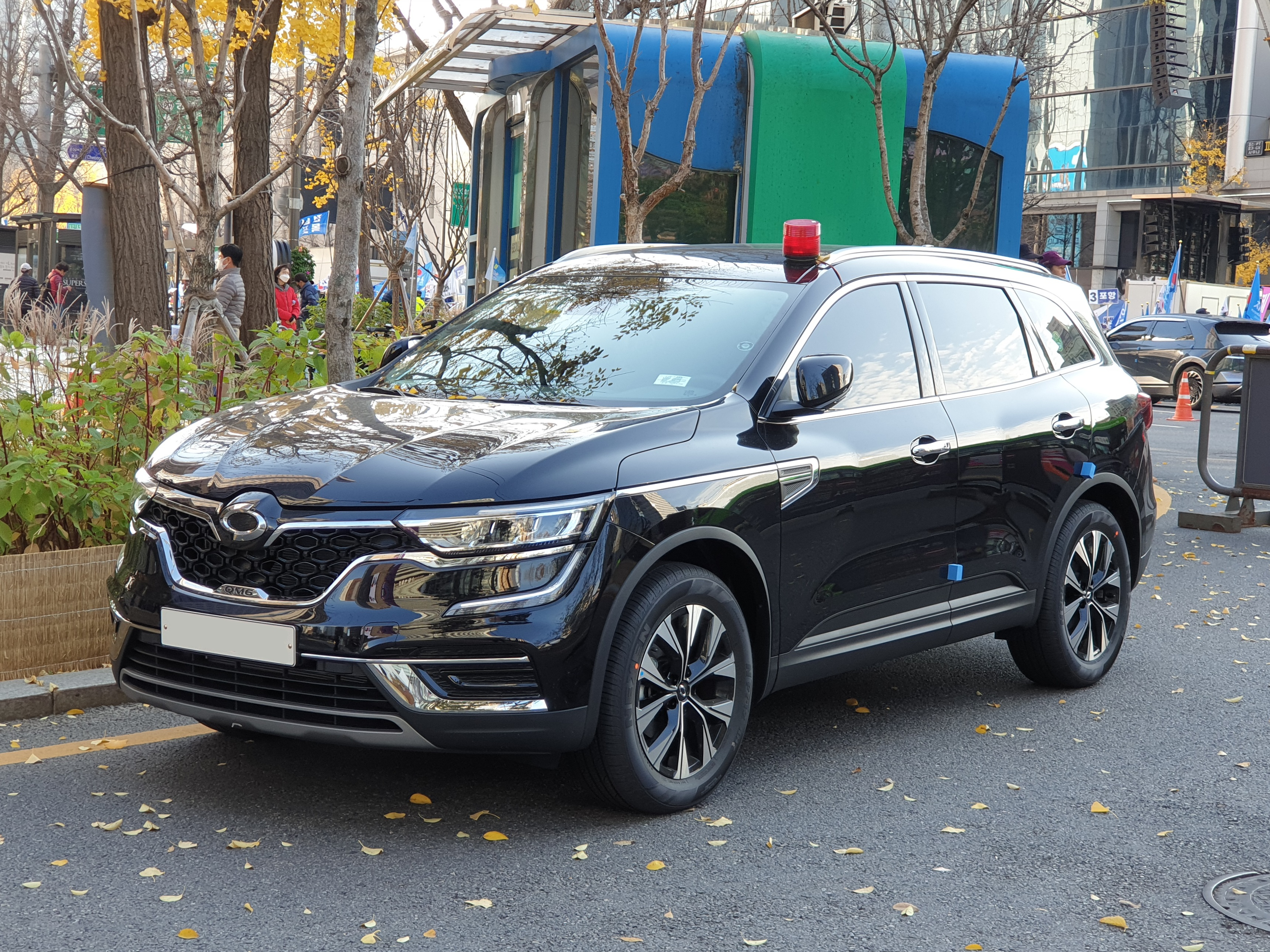
Фейслифт
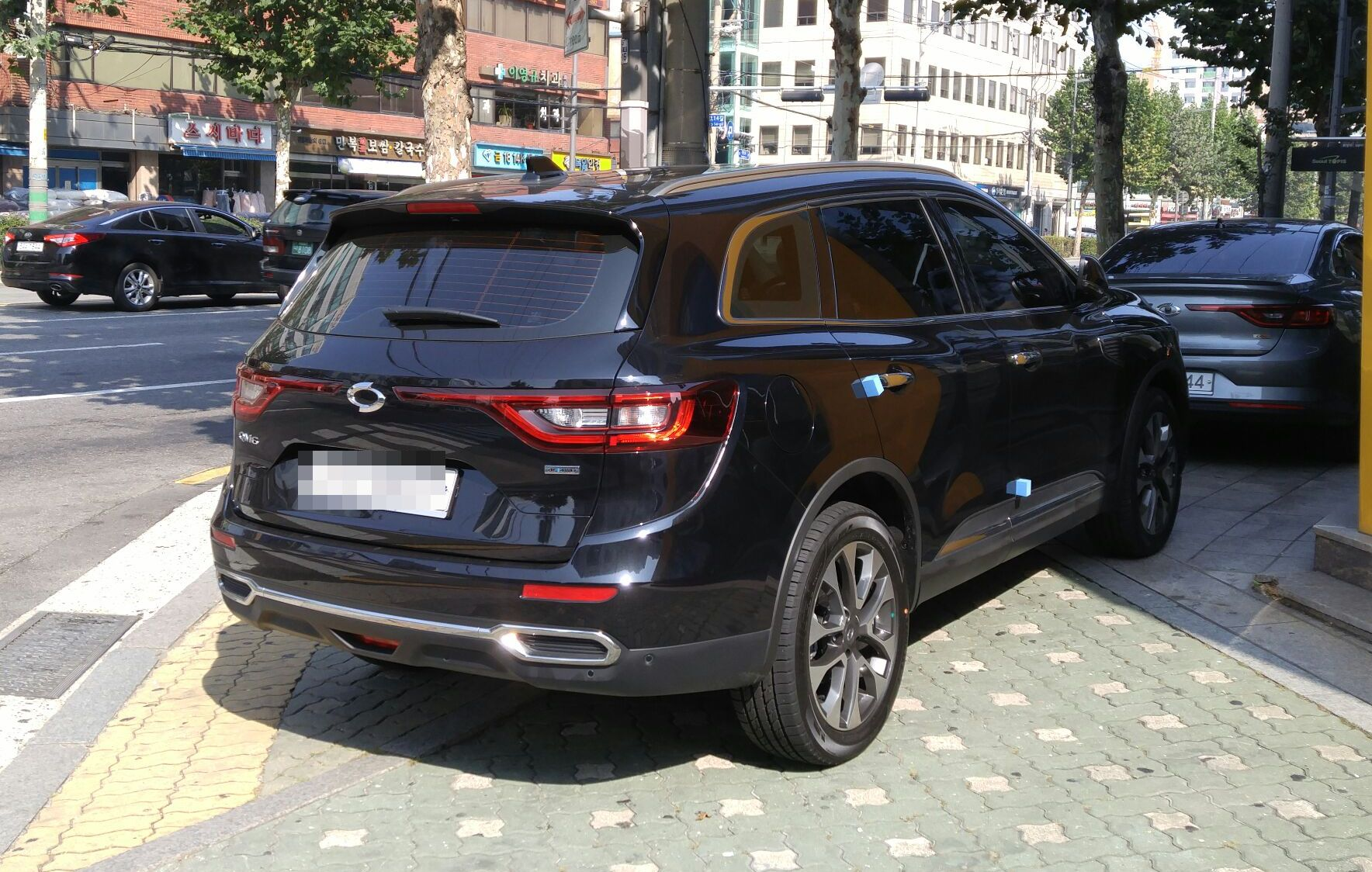
Вид сзади
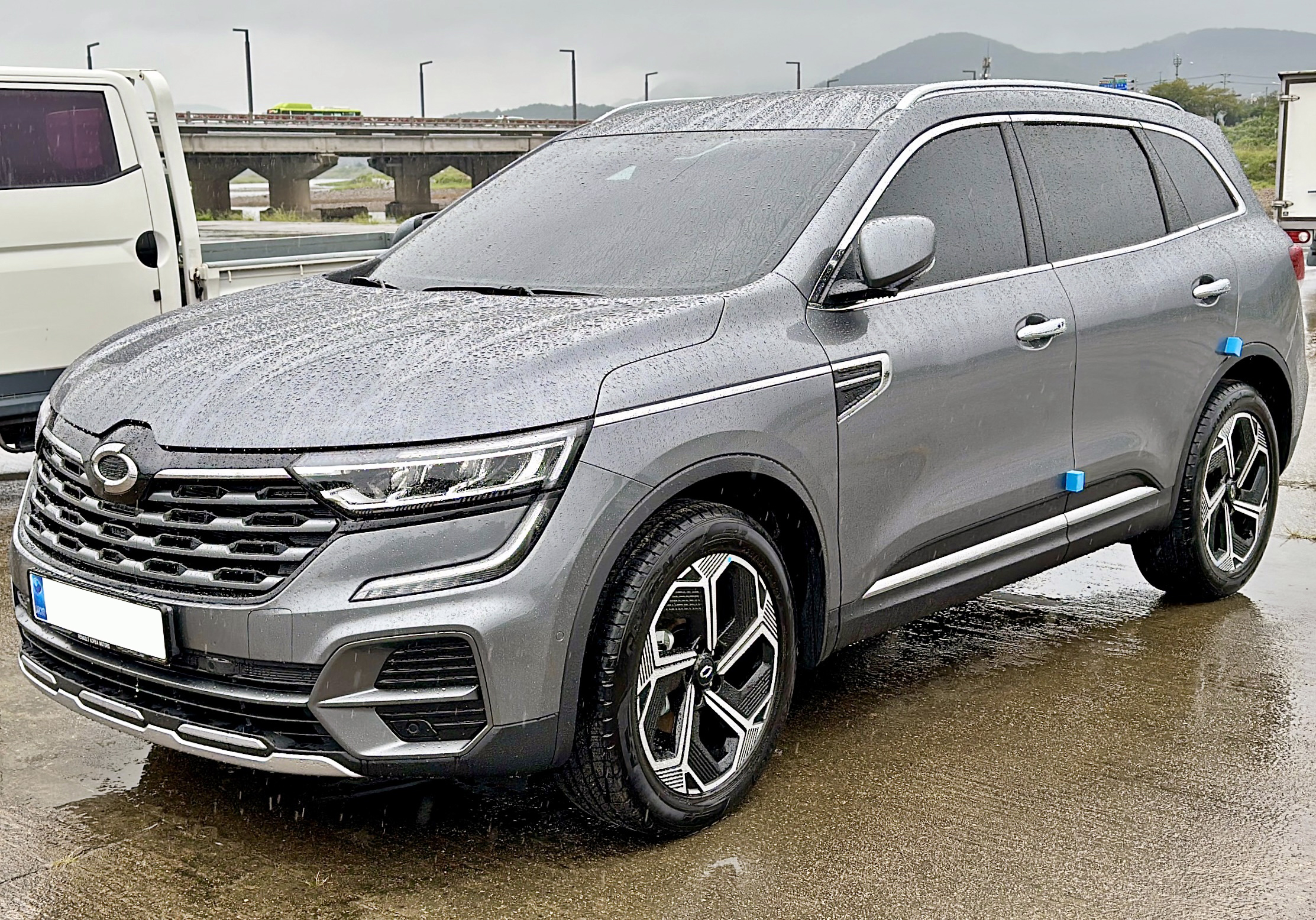
Фейслифт 2

### Двигатели
| Двигатель | Объём  | Код двигателя | Мощность кВт (л.с) | КПП                    | Привод              |
| 2.0 16v   | 1997cc | M5R           | 110 кВт (147 л.с)  | X-CVT8                 | Передний            |
| 2.5 16v   | 2488cc | QR25          | 137 кВт (183 л.с)  | X-CVT8                 | Передний или полный |
| 1.6 dCi   | 1598cc | R9M           | 97 кВт (130 л.с)   | 6-ступ МКПП            | Передний            |
| 2.0 dCi   | 1995cc | M9R           | 128 кВт (177 л.с)  | 6-ступ МКПП или X-CVT8 | Передний или полный |

### В России
В 2017 году Renault объявила о продажах нового Koleos в России, продажи стартовали в начале июля 2017 года. Автомобиль комплектуется с 
бензиновыми двигателями 2,0 л мощностью 144 л.с и 2,5 л мощностью 171 л.с, а также доступен турбодизельный двигатель 2,0 л dCi мощностью 177 л. с. В качестве КПП в продаже есть МКПП (доступно только с 2х литровым бензиновым двигателем) и бесступенчатая CVT X-Tronic (классический гидротрансформаторный автомат на 2.0 dci так же заменен на вариатор XCVT8). Стартовая цена — 1,7 миллиона рублей, максимальная — 2 169 000 рублей. максимальная со всеми опциями около 2,4 миллиона рублей.

## Третье поколение
27 июня 2024 года на Международном автосалоне в Пусане компания Renault Korea представила Koleos третьего поколения, продаваемую как Renault Grand Koleos.  Автомобиль создан на базе Geely Xingyue L/Monjaro и является частью партнёрства Renault и Geely в Южной Корее. Для Южной Кореи название Koleos считается новым, потому что прежние паркетники Renault Koleos на местном рынке назывались Samsung QM5 и Samsung QM6, а сейчас в гамме по-прежнему есть модель Renault QM6.